# Schenklengsfeld
Schenklengsfeld è un comune tedesco di 4 296 abitanti, situato nel land dell'Assia.